# Taiwan-Allianz zur Förderung der Rechte der Zivilpartnerschaft
Die Taiwan-Allianz zur Förderung der Rechte der Zivilpartnerschaft  (englisch Taiwan Alliance to Promote Civil Partnership Rights (TAPCPR); chinesisch 台灣伴侶權益推動聯盟伴侶盟) ist die erste taiwanesische Nichtregierungsorganisation, welche sich für die Verbesserung der Rechte von gleichgeschlechtlichen Paaren, Menschen in gleichgeschlechtlicher Ehe, Eingetragene Partnerschaften, Adoptionsrechte einsetzt. Sie wurde im Jahr 2009 von der Awakening Foundation, Taiwan Tongzhi Hotline Association und anderen Organisationen für LGBTQ+ Rechte gegründet. Zu den Initiativen gehören Petitionen, mehrere Klagen, Gesetzesentwürfe und Umfragen. Die Organisation bietet LGBTIQ-Menschen zudem kostenlose Rechtsberatung und Pro-bono-Unterstützung in LGBTI+-Rechtsstreitigkeiten.
2017 vertrat die Organisation Chi Chia-wei (祁家威), der für die gleichgeschlechtliche Ehe vor Gericht zog. Das Verfassungsgericht erklärte infolgedessen das Verbot der gleichgeschlechtlichen Ehe am 24. Mai für verfassungswidrig, woraufhin Taiwan im Mai 2019 das erste asiatische Land war, das die gleichgeschlechtliche Ehe legalisierte. Seit 2019 von TAPCPR eingereichte Klagen führten im Januar 2023 zudem zur Legalisierung von transnationalen gleichgeschlechtlichen Ehen, die 2024 in Kraft treten soll. Gleichgeschlechtlichen Paaren war bis dahin die Ehe nicht erlaubt, wenn einer der Partner aus einem Land stammte, in dem diese nicht legalisiert war. Von der neuen Gesetzesänderung aus Sicherheitsbedenken noch ausgenommen wurden jedoch taiwanisch-chinesische Paare.